# Mickaël Landreau
Mickaël Landreau vagy teljes nevén Mickaël Vincent André-Marie Landreau (Machecoul, Franciaország, 1979. május 14.)  francia válogatott labdarúgókapus. Tagja volt a 2006-os világbajnokság döntős Francia válogatottnak.

## Pályafutása
Pályafutását az FC Nantes csapatában kezdte meg. Első profi mérkőzése a Nantes csapatával, az SC Bastia csapata ellen történt meg, a mérkőzés 0-0-s végeredménnyel végződött. 1996-ban kiváló teljesítménye miatt első számú kapus lett a francia csapatnál egészen 2006-ig. 1999-ben és 2000-ben megnyerte a Francia kupát csapatával. Majd 2001-ben Ligue 1 bajnok. A 2004-es francia kupa elődöntőjében több fontos védést is produkált, ám mindhiába, ugyanis csapata kiesett a kupából. A 2005-06 szezon végén Landreau szerződése lejárt, hosszabbítani viszont nem akart. Bejelentette hogy kész eligazolni 13 év után a Nantes klubtól. Ugyanis nagyobb csapatba szeretne igazolni és új kihívások elé állni. 2006. május 15-én 4 éves szerződést írt alá, majd ingyen csatlakozott a Paris Saint Germain csapatához. Öt nappal a szerződés aláírása után Lille-ben szalagszakadást szenvedett edzés során, majd 6 hónapot kényszerült kihagyni.

## Válogatott
Szerepelt az 1997-es U20-as világbajnokságon.Részt vett a 2006-os világbajnokságon. Az 1-es számot viselte, viszont csak harmadik kapusként szerepelt, Fabien Barthez és Grégory Coupet mögött. 2006-ban Barthez, 2008-ban pedig Coupet vonult vissza a válogatottól. De ennek ellenére a 2008-as európa bajnokságon nem nevezték a keretbe. Helyette Steve Mandanda és Sébastien Frey kapott szerepet. Majd később kiemelkedő teljesítménye miatt Hugo Lloris lett a francia válogatott első számú kapusa, így továbbra sem kapta meg ezt a szerepet Landreau.

## Díjak, sikerek

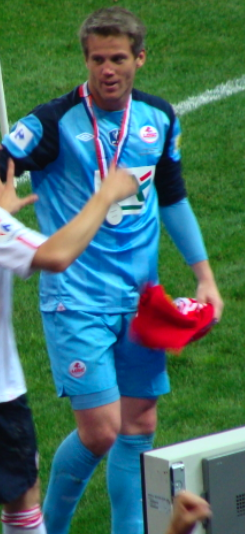
Landreau a Lille színeiben

### Klub
FC Nantes :
- Ligue 1 bajnok: 2001
- Francia kupa: 1999, 2000
- Francia szuperkupa : 1999, 2001

 PSG:
- Francia ligakupa : 2008

 Lille OSC :
- Ligue 1 bajnok: 2011
- Francia kupa: 2011

### Válogatott
Franciaország:
- Világbajnokság : 2006 döntős